# Polycystis orientalis
Polycystis orientalis är en plattmaskart som beskrevs av Evdonin 1968. Polycystis orientalis ingår i släktet Polycystis och familjen Polycystididae. Inga underarter finns listade i Catalogue of Life.